# Sigurd Weber
Sigurd Carl Weber (22. december 1918 i Odense – 8. januar 2011) var en dansk elektriker, ingeniør, svømmer og modstandsmand, som sprængte den tyske minelægger Linz i luften, hvilket var med til at udløse strejken i august 1943.
Han var bagersøn, blev uddannet elektriker og gik på Odense Tekniske Skole, hvor han læste til installatør, da Danmark blev besat 9. april 1940. En kammerat instruerede ham i sabotage, og han blev tilknyttet Frit Danmark. Han arbejdede som elektriker på Odense Staalskibsværft, og 22. juli 1943 fik han til opgave at anbringe en magnetbombe, som var nedkastet af briterne og modtaget af Hvidstengruppen, på det tyske minelæggerskib Linz. Aktionen lykkedes: Skibet fik et hul i skroget under vandlinjen og sank.
1947 blev han uddannet ingeniør og blev ansat hos LK/NES i København. I 1961 flyttede han til Hvidovre. Han var medlem af præsidiet for Frihedskampens Veteraner. Først efter krigen opdagede han, at hans far også havde været modstandsmand. I 2003 blev han tildelt Gudmund Schacks Mindefonds Legat.
I sine unge år var Sigurd Weber en af Danmarks bedste svømmere. Han vandt utallige titler som medlem af Svømmeklubben Frem.
Sigurd Weber blev senere gift med svømmeren Tonni Pedersen, som han havde mødt i 1938.